# Borsten-Rotalge
Die Borsten-Rotalge (Lemanea fluviatilis) ist eine in Europa vorkommende Art der Rotalgen, die unverschmutzte Fließgewässer-Oberläufe benötigt. Sie gehört somit zu den vergleichsweise wenigen Vertretern von Rotalgen, die im Süßwasser anzutreffen sind.

## Merkmale
Die Alge bildet Lager aus kaum verzweigten Fäden, die bis zu einem halben Millimeter dick sind und in dichten, schwarzvioletten Büscheln stehen. Diese fädigen Lager sind durch tiefschwarze Höcker knotig gegliedert. In den Höckern werden die Antheridien gebildet. Der Thallus ist hohl. Er besteht aus einem Zentralfaden und einer aus drei Schichten bestehenden Rinde, in deren Außenzellen sich die Mehrzahl der Chloroplasten befindet. Im Bereich zwischen zwei Knoten stehen vier kreuzweise angeordnete Basalzellen, die vom Zentralfaden zur Rinde reichen. Von den peripheren Enden der Basalzellen ziehen Langfäden zu den Knoten. Die Fäden werden fünf bis 15 cm lang. Die Rindenzellen werden teilweise nur 5 Mikrometer groß.

## Vorkommen
Die Borsten-Rotalge kommt unter anderem auch in Mitteleuropa in sauberen Kaltwasserbächen, insbesondere in den Mittelgebirgsregionen vor. Sie wächst an untergetauchten Steinen und an Holz und gilt, wie auch andere limnische Rotalgen der Gattung Lemanea, als Leitorganismus der Forellenregion.
In Deutschland wird die Art in der Roten Liste als „gefährdet“ geführt.